# 대한민국 형법 제360조
대한민국 형법 제360조는 점유이탈물횡령에 대한 형법각칙의 조문이다. 미수처벌규정이 있는 (업무상)횡령죄와 달리 미수를 처벌하지 않는다. 

## 조문
제360조(점유이탈물횡령) ① 유실물, 표류물 또는 타인의 점유를 이탈한 재물을 횡령한 자는 1년 이하의 징역이나 300만원 이하의 벌금 또는 과료에 처한다. 

②매장물을 횡령한 자도 전항의 형과 같다.

...第360條(占有離脫物橫領) ① 遺失物, 漂流物 또는 他人의 占有를 離脫한 財物을 橫領한 者는 1年 以下의 懲役이나 300萬원 以下의 罰金 또는 科料에 處한다. <改正 1995.12.29>
②埋藏物을 橫領한 者도 前項의 刑과 같다.

## 판례
- 대중교통의 승무원은 유실물법(제10조)상 대중교통의 관수자로서 승객이 잊고 내린 유실물을 교부받을 권능을 가질 뿐 대중교통 안에 있는 승객의 물건을 점유한다고 할 수 없으므로, 그 사이에 다른 승객이 유실물을 발견하고 가져간 행위는 점유이탈물횡령죄에 해당한다.[1]

## 참고 문헌
- 김재윤(학원인), 손동권 저, 새로운 형법각론, 율곡출판사, 2013. ISBN 9788997428342

## 같이 보기
- 점유이탈물횡령죄
- 유실물법